# Brian Ford (australijski rugbysta)
Brian Ford (ur. 3 marca 1939 w Sydney, zm. 8 listopada 2011) – australijski rugbysta grający na pozycji skrzydłowego ataku, najmłodszy reprezentant Australii w historii.
Urodzony w Sydney zawodnik pochodził z rodziny związanej z rugby. Jego brat, John, był związany z klubem Souths Rugby, którego prezesem był ich ojciec, Monty, zaś jego dwaj stryjowie – Eric i Jack – reprezentowali Nową Południową Walię oraz Australię. Po przeprowadzce do Brisbane uczęszczał do St Columban's College, który ukończył w 1955 roku, a w tym okresie uprawiał rugby union, pływanie, lekkoatletykę (biegi sprinterskie i konkurencje techniczne), był także kapitanem szkolnej drużyny krykieta.
Już jako piętnastolatek grał w klubie Souths Rugby w zespołach rezerw, a w 1956 roku trafił do pierwszej drużyny jako skrzydłowy, triumfował z nią w rozgrywkach Queensland Premier Rugby w 1958 roku. W wieku szesnastu lat został zaś wytypowany do zespołu Queensland Schoolboys.
Jego szybkość i grę w obronie docenili stanowi selekcjonerzy i od 1957 roku grał dla Queensland, w tym samym roku wystąpił przeciw Nowozelandczykom podczas ich tournée. Gdy Ken Donald złamał rękę w pierwszym testmeczu z All Blacks, Ford zajął jego miejsce w składzie na drugi pojedynek. W dniu debiutu w australijskiej reprezentacji, 1 czerwca 1957 roku, miał 18 lat i 90 dni, co uczyniło go najmłodszym Wallaby w historii.
Choć był to jego jedyny występ w oficjalnym meczu międzypaństwowym, zagrał jeszcze dwukrotnie w meczach z zagranicznymi zespołami – w barwach Australian Barbarians wystąpił po raz kolejny przeciw Nowej Zelandii oraz dla Queensland w spotkaniu z British and Irish Lions. W tym ostatnim doznał kontuzji pleców, karierę sportową zakończył zatem w wieku dwudziestu lat skupiając się na pracy zawodowej.
Był żonaty z Margaret. Cierpiał na chorobę Parkinsona.